# Karmet Ben Salem
Karmet Ben Salem (arabiska: كرمة بن سالم) var till 2008 en landskommun i Marocko. Den låg i prefekturen Meknès och den dåvarande regionen Fès-Meknès, 120 km öster om huvudstaden Rabat. Antalet invånare var 4 180 vid folkräkningen 2004.